# Leucania changi
Leucania changi là một loài bướm đêm trong họ Noctuidae.